# Базилика Санта-Кроче (Лечче)
Базилика Са́нта-Кро́че (итал. Basilica di Santa Croce — «церковь Святого Креста») — римско-католический храм в городе Лечче, область Апулия; малая базилика с 1905 года. Яркий памятник итальянского барокко XVI—XVII веков.
Первый монастырь на этом месте, в центре средневекового города, был основан ещё в XIV веке Готье VI Бриеннским. Для расширения монастыря и сооружения монументальной церкви были реквизированы земельные участки евреев, изгнанных из Лечче в 1510 году. Здание было, в основном, построено с 1549 по 1582 год, купол закончили возводить к 1590 году. Между 1606 и 1646 годом были добавлены три богато украшенных портала на главном фасаде и трёхчастный фронтон, увенчанный фигурой ангела, с барельефом «Триумф креста» в тимпане.
Главный фасад базилики из местного светло-кремового известняка симметрично членён на пять неравных частей шестью гладкими колоннами, поддерживающими антаблемент с изображением растений, животных и мифических фигур. Пояс маленьких арочек под антамблементом — очевидная дань романской традиции. Центральный портал фланкирован парными коринфскими колоннами и увенчан гербами Филиппа III Испанского, Готье VI Бриеннского и графини Лечче Марии д’Энгиен.
Выдающейся деталью, благодаря которой церковь Санта-Кроче получила славу шедевра мировой архитектуры, стал, несомненно, балкон во всю ширину главного фасада. Он поддерживается тринадцатью разными теламонами, опирающимися на антаблемент; среди них люди, животные, птицы и мифические создания. Здесь можно видеть, в частности, капитолийскую волчицу, грифона Генуэзской республики, дракона семьи Боргезе, арагонского воина, османского пленника, захваченного в битве при Лепанто. На балюстраде балкона стоят тринадцать разнообразных фигурок путти, несущих символы светской и духовной власти — короны и тиары.
Второй ярус фасада (выше балкона) — трёхчастный, разделённый коринфскими колоннами, украшенными резьбой по всей высоте. Центральную часть занимает грандиозная роза, окружённая тремя барельефными поясами и профилем в виде лаврового венка с ягодами. В боковых частях — две крупных каменных статуи в нишах: святой Бенедикт и папа Целестин V. По краям, над кромками балкона, — женские фигуры, символизирующие Веру и Постоянство.
Базилика изначально была пятинефной, но к XVII веку крайние нефы были преобразованы в ряд капелл с богато украшенными алтарями. Всего в церкви шестнадцать алтарей. Крестовые своды боковых нефов поддерживаются двумя рядами колонн, общим числом восемнадцать; главный же неф перекрыт элегантным кессонным потолком орехового дерева. Массивный купол опирается на стрельчатые арки, паруса средокрестия украшены гирляндами из листьев аканта, цветами и головками ангелов.